# Мартинович, Станко
Станислав Мартинович (серб. Станислав Мартиновић; 5 мая 1916, Байице, Королевство Черногория — 16 июня 1943, Межица, Независимое государство Хорватия) — югославский черногорский партизан, санитарный врач Народно-освободительной армии Югославии (член санитарной команды при Верховном штабе НОАЮ). Народный герой Югославии.

## Биография
Родился 5 мая 1916 года в деревне Байице близ города Цетине. Окончил школу и гимназию Цетине, в 1935 году поступил на медицинский факультет Белградского университета. Там встретил войну и бежал в родное село, вскоре вступил в партизанское движение. После восстания 13 июля был арестован итальянцами и отправлен в албанский концлагерь, откуда выбрался в ноябре после того, как был обменян на пленных итальянцев. Назначен референтом санитарной команды Ловченского партизанского отряда. Член КПЮ с 1942 года.
Мартинович служил в 4-й пролетарской черногорской ударной бригаде и участвовал в отражении 3-го, 4-го и 5-го антипартизанских наступлений. В битве на Неретве руководил больницей, в которой лечились заразившиеся тифом, и участвовал в их эвакуации. За это был принят в санитарную команду Верховного штаба НОАЮ. В битве на Сутьеске организовывал перевозку раненых через Пиву; во время соединения с 3-й ударной дивизией Савы Ковачевича колонна подверглась нападению немцев: Станислав сумел прорваться с группой раненых из немецкого кольца, но 16 июня 1943 близ деревни Межица был пойман четниками и зверски убит.
11 июля 1945 Антифашистское вече народного освобождения Югославии в лице своего Президиума посмертно наградило Мартиновича орденом и званием Народного героя Югославии.